# Åsa Larsson
Åsa Elena Larsson, född 28 juni 1966 i Uppsala, är en svensk jurist och författare.

## Biografi
När Åsa Larsson var fyra år gammal flyttade hon med sin familj till Kiruna, där hon växte upp. Hon studerade juridik vid Uppsala universitet, och har arbetat som skattejurist.
År 2003 debuterade hon med Solstorm, den första kriminalromanen med Rebecka Martinsson i huvudrollen. Boken blev en bästsäljare för vilken hon tilldelades Svenska Deckarakademins pris som årets bästa debutant. Åren 2004, 2012 och 2021 fick hon akademins pris för årets bästa svenska kriminalroman avseende böckerna Det blod som spillts, Till offer åt Molok och Fädernas missgärningar.
Hennes böcker har även översatts till olika språk som norska, danska, finska, polska, nederländska, tyska, tjeckiska, italienska, spanska, rumänska och engelska.
Sommaren 2006 och 2014 var hon en av sommarvärdarna i Sveriges Radio P1. 2012 medverkade hon i Sveriges Televisions program Sommarpratarna.

### Familj
Åsa Larsson har två barn. Hon är sondotter till skidåkaren Erik ”Kiruna-Lasse” Larsson.

### Romaner
- 2003 – Solstorm (Rebecka Martinsson (del 1) – (filmatiserades 2007, se artikeln om filmen Solstorm)
- 2004 – Det blod som spillts (Rebecka Martinsson (del 2)
- 2006 – Svart stig (Rebecka Martinsson (del 3)
- 2008 – Till dess din vrede upphör (Rebecka Martinsson (del 4)
- 2012 – Till offer åt Molok (Rebecka Martinsson (del 5)
- 2021 – Fädernas missgärningar (Rebecka Martinsson (del 6)

### PAX-serien
Böckerna i PAX-serien är skrivna tillsammans av Åsa Larsson och Ingela Korsell. Serietecknaren Henrik Jonsson har illustrerat bilderna i bokserien som riktar sig till barn i ålder 9–12 år.
- 2014 – Nidstången [8]
- 2014 – Grimmen
- 2015 – Mylingen [8]
- 2015 – Bjäran
- 2015 – Gasten
- 2016 – Näcken
- 2016 – Pestan
- 2017 – Vitormen [8]
- 2017 – Maran [9]
- 2018 – Draugen

### Noveller
- 2007 – Systrarna Hietala
- 2009 – Guds starka arm (tillsammans med Lena Andersson, född 1963 i Kiruna.)

## Priser och utmärkelser
- Debutant-diplomet 2003 (för Solstorm)
- Bästa svenska kriminalroman 2004 (för Det blod som spillts)
- Årets författare[10] 2006
- Hedersledamot vid Norrlands nation 2015
- Adlibrispriset 2021 för Fädernas missgärningar

### Webbkällor
- Åsa Larsson från norrbottensförfattare.se